# Линден (Тексас)
Линден (енгл. Linden) град је у америчкој савезној држави Тексас. По попису становништва из 2010. у њему је живело 1.988 становника.

## Демографија
Према попису становништва из 2010. у граду је живело 1.988 становника, што је 268 (11,9%) становника мање него 2000. године.
| Група             | 2000.         | 2010.         |
| Белци             | 1.739 (77,1%) | 1.412 (71,0%) |
| Афроамериканци    | 448 (19,9%)   | 417 (21,0%)   |
| Азијати           | 4 (0,2%)      | 10 (0,5%)     |
| Хиспаноамериканци | 37 (1,6%)     | 113 (5,7%)    |
| Укупно            | 2.256         | 1.988         |